# Maurice Roy
Maurice Roy (Québec, 25 gennaio 1905 – Québec, 24 ottobre 1985) è stato un cardinale e arcivescovo cattolico canadese.

## Biografia
Nacque a Québec il 25 gennaio 1905.
Papa Paolo VI lo elevò al rango di cardinale nel concistoro del 22 febbraio 1965.
Morì il 24 ottobre 1985 all'età di 80 anni.

## Genealogia episcopale e successione apostolica
La genealogia episcopale è:
- Cardinale Scipione Rebiba
- Cardinale Giulio Antonio Santori
- Cardinale Girolamo Bernerio, O.P.
- Arcivescovo Galeazzo Sanvitale
- Cardinale Ludovico Ludovisi
- Cardinale Luigi Caetani
- Cardinale Ulderico Carpegna
- Cardinale Paluzzo Paluzzi Altieri degli Albertoni
- Papa Benedetto XIII
- Papa Benedetto XIV
- Cardinale Enrico Enriquez
- Arcivescovo Manuel Quintano Bonifaz
- Cardinale Buenaventura Córdoba Espinosa de la Cerda
- Cardinale Giuseppe Maria Doria Pamphilj
- Papa Pio VIII
- Papa Pio IX
- Arcivescovo Armand-François-Marie de Charbonnel, O.F.M.Cap.
- Arcivescovo John Joseph Lynch, C.M.
- Cardinale Elzéar-Alexandre Taschereau
- Cardinale Louis Nazaire Bégin
- Arcivescovo Paul Bruchési
- Arcivescovo Joseph-Guillaume-Laurent Forbes
- Cardinale Jean-Marie-Rodrigue Villeneuve, O.M.I.
- Cardinale Maurice Roy

La successione apostolica è:
- Vescovo Lionel Audet (1952)
- Vescovo Marius Paré (1956)
- Vescovo Jean-Louis Jobidon, M.Afr. (1961)
- Vescovo Laurent Noël (1963)
- Vescovo Charles Henri Lévesque (1965)
- Arcivescovo Francis John Spence (1967)
- Arcivescovo Henri Légaré, O.M.I. (1967)
- Arcivescovo Bertrand Blanchet (1973)
- Vescovo Jean-Guy Hamelin (1974)
- Vescovo Roch Pedneault (1974)
- Vescovo Jean-Guy Couture (1975)
- Vescovo Jean-Paul Labrie (1977)
- Cardinale Louis-Albert Vachon (1977)
- Vescovo Gérard Drainville (1978)
- Vescovo Raymond Saint-Gelais (1980)